# Murad Bey Muhammad

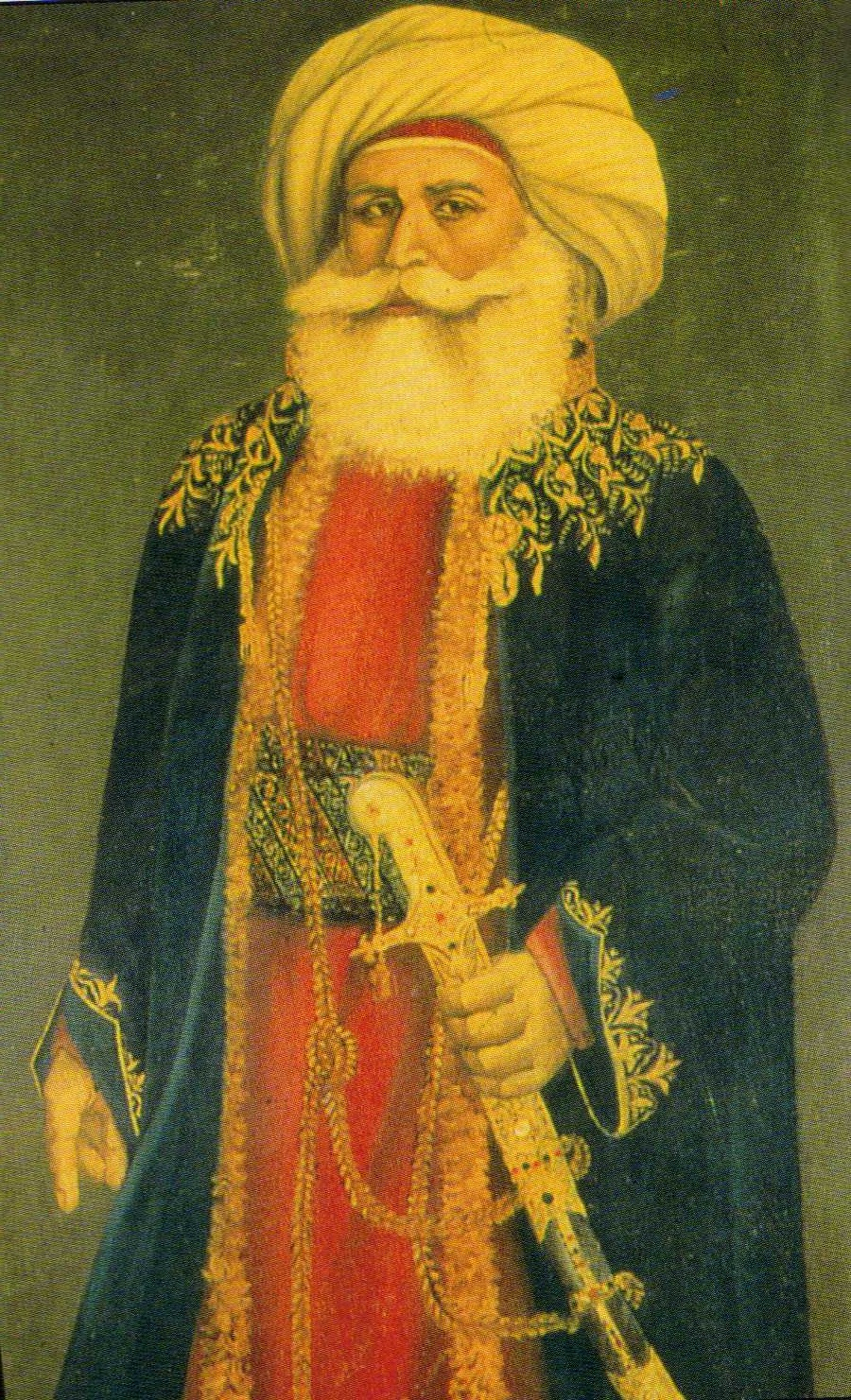
Murad Bey soll in jüngeren Jahren blond gewesen sein

Murad Bey Muhammad (* 1750; † 7. April 1801 in Sohag), auch Murad Bey der Große („al-Kabir“) genannt, war ein Emir der Mamluken und zusammen mit Ibrahim Bey Regent in Ägypten.

## Muhammadija
Georgischen Historikern zufolge sollen Murad Beys Eltern Bauern in Georgien gewesen und er selbst in oder bei Tiflis geboren worden sein. Anderen Quellen zufolge sei er tscherkessischer Abstammung gewesen. Murad kam durch Knabenlese zur osmanischen Armee und 1768 an Muhammad Bey Abu Dahab, den Nachfolger des Mamluken-Sultans Ali Bey in Ägypten. Nach Alis Tod heiratete Murad dessen reiche Witwe Sitt Nafisa.
Murad war Befehlshaber der Kavallerie und wurde nach Muhammad Beys Tod zunächst in Rivalität zu Ibrahim Bey, dann zusammen mit diesem Muhammad Beys Nachfolger. Ihre Muhammadija-Fraktion setzte sich trotz zweier notwendiger Rückzüge nach Oberägypten (1777–1778 und 1786–1791) gegen die von den Osmanen gestützte Alawija-Fraktion des Ali-Bey-Vertrauten Ismail Bey durch. Die osmanische Hohe Pforte musste sie schließlich 1792 als Statthalter anerkennen.

## Duumvirat mit Ibrahim Bey
Murad Bey erhielt das Amt des Amir al-Hadsch, des Befehlshabers der Pilgerkarawanen, und betrieb die militärische Aufrüstung Ägyptens. Abgesehen von einer kurzen Phase (1784–1785), als Murad Ibrahim aus Kairo verdrängte, herrschten sie gemeinsam als Duumvirat. Die Regierungsgeschäfte überließ Murad weitgehend Ibrahim Bey, der sich allerdings stets mit ihm abstimmte. Die Zölle des Landes teilten sie unter sich auf: Murad erhielt die Nilzölle, Ibrahim die aus dem Handel mit dem Hedschas. Zumeist herrschte Murad Bey über das westliche Nilufer, Ibrahim Bey über das östliche. Murad Bey schuf eine kanonenbewehrte Nilflottille, für die er christliche Matrosen (vor allem Griechen) anwarb, legte ein riesiges Artilleriearsenal an und richtete eine Zollverwaltung in Damiette ein. Er ließ sich einen Palast auf der Insel Rauḍa außerhalb Kairos errichten, einen weiteren auf der sogenannten Goldinsel im Nil und einen in Tarsā. Schließlich richtete er seine Residenz in Gizeh ein, wo er sich von den anderen Mamlukenführern fernhielt. Auf Anregung islamischer Gelehrter ließ er aber auch die Moschee des ʿAmr ibn al-ʿĀṣ (die alte Freitagsmoschee von Kairo) wiederaufrichten.

## Gegner und Verbündeter der Franzosen
Zu Beginn der Ägyptischen Expedition bot Murad den Franzosen unter dem
Kommando von Napoleon Bonaparte zunächst Geld an, wenn sie das besetzte Alexandria räumen und Ägypten verlassen würden. Nach seinen Niederlagen in den Schlachten bei Chebreiss (Chobrakit, 13. Juli 1798) und bei den Pyramiden (21. Juli 1798) entwich Murad nach al-Fayyūm, doch der französische General Louis-Charles-Antoine Desaix folgte ihm und schlug ihn erneut bei Sediman (Sedment el-Dschebel im Gouvernement Bani Suwaif, 7. Oktober 1798). Murad floh weiter nach Girga in Oberägypten und entwickelte kurzzeitig eine Asymmetrische Kriegführung gegen die Franzosen. Den sich gegen die Franzosen erhebenden Kairinern kam er jedoch nicht zu Hilfe. Bei der Verfolgung Murads durch Desaix in Oberägypten kam dieser nach Dendera, Theben, Edfu und Philae.
Anders als Ibrahim Bey, der über Gaza nach Syrien geflohen war und sich mit den Osmanen verbündet hatte, schloss Murad Bey im Jahre 1800 Frieden mit dem General Jean-Baptiste Kléber und unterwarf sich den Franzosen, die ihn als Gouverneur in Oberägypten anerkannten. Auf dem Weg nach Kairo starb Murad 1801 an der Pest.

## Muradija
Nach Murads Tod folgten seine Mamluken, die Muradija-Fraktion, Uthman Bey (Osman Bey) al-Bardīsī (1758–1806) bzw. Muhammad Bey al-Alfi (1751–1807), genannt Alfi Bey (Elfi Bey).